# جيلسون نونيس
جيلسون سيكويرا نونيس (من مواليد 12 يونيو 1946)، هو مدرب ومدير كرة قدم برازيلي. وهو معروف بنجاحه مع منتخب البرازيل تحت 23 سنة لكرة القدم.
كمدرب، فاز ببطولة كأس العالم تحت 20 سنة لكرة القدم عام 1985 مع منتخب البرازيل تحت 20 سنة لكرة القدم.
كما تولى لفترة وجيزة تدريب منتخب المغرب لكرة القدم عام 1995.